# Troy Binnie
Troy Binnie (Ottawa, Ontario, 1970. szeptember 22. –) kanadai jégkorongozó.

## Pályafutása
Komolyabb junior karrierjét az OHL-es Ottawa 67'sben kezdte 1987-ben és 1991-ig játszott ebben a csapatban. A University of New Brunswick csapatában játszott tíz mérkőzést. Az 1990-es NHL-drafton a Minnesota North Stars választotta ki a tizedik kör 197. helyén. 1991–1992-ben a holland bajnokságban töltött el egy kis időt. 1992–1994 között a Central Hockey League-es Dallas Freeze-ben játszott, és még ennek a szezonnak a végén felhívták az AHL-es Cape Breton Oilersbe két mérkőzés erejéig. A következő szezont a ismét a Dallas Freeze-ben töltötte. 1995–1996-ban a West Coast Hockey League-es Reno Renegadesben és az ECHL-es Knoxville Cherokeesben szerepelt. 1996–1997-ben a WPHLes Austin Ice Batsben, a UHL-es Saginaw Lumber Kingsben és az IHL-es Detroit Vipersben játszott. Utolsó idényében a Austin Ice Batsben játszott 19 mérkőzést, majd visszavonult.